# Madonna del Ghisallo

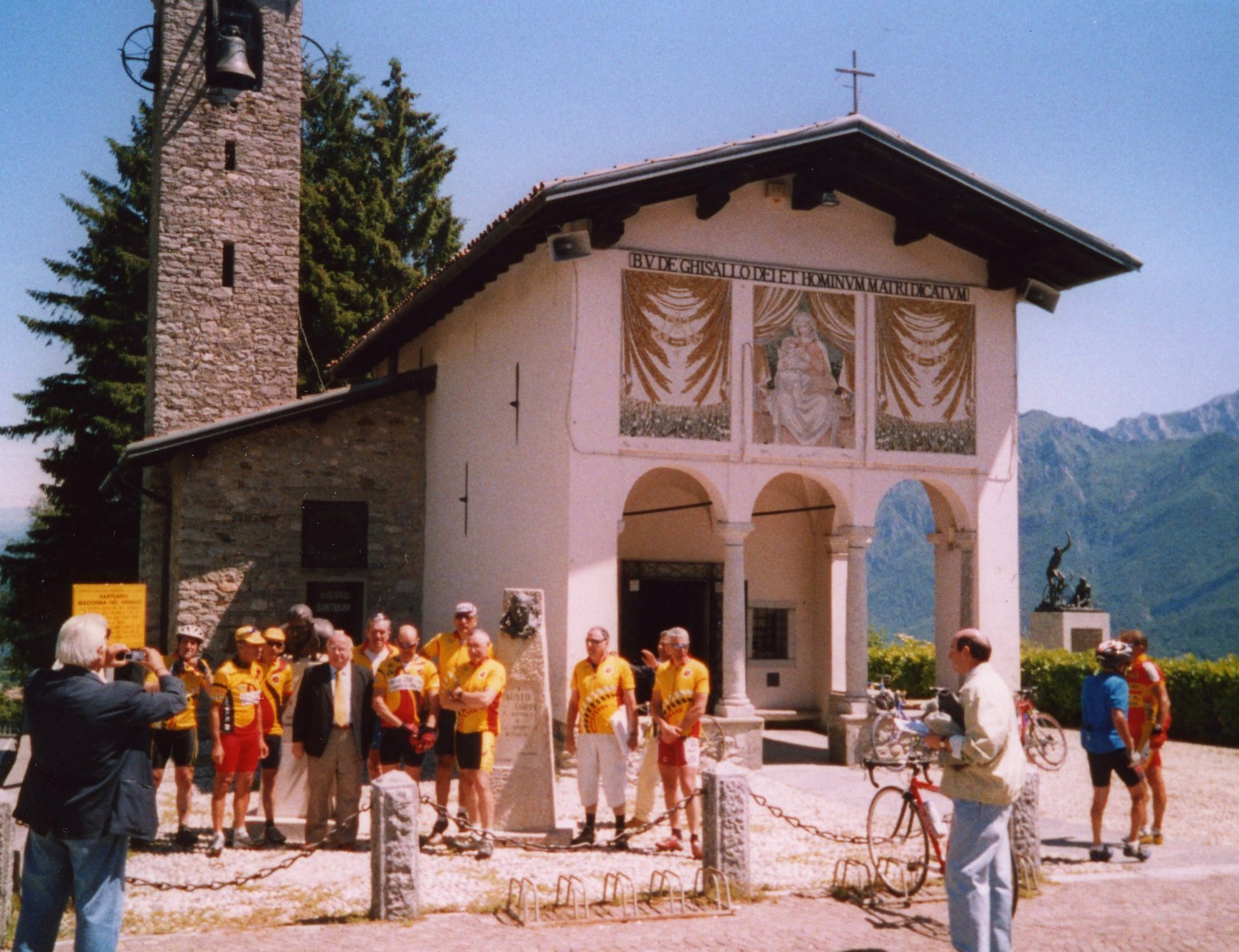
Església de la Madonna del Ghisallo

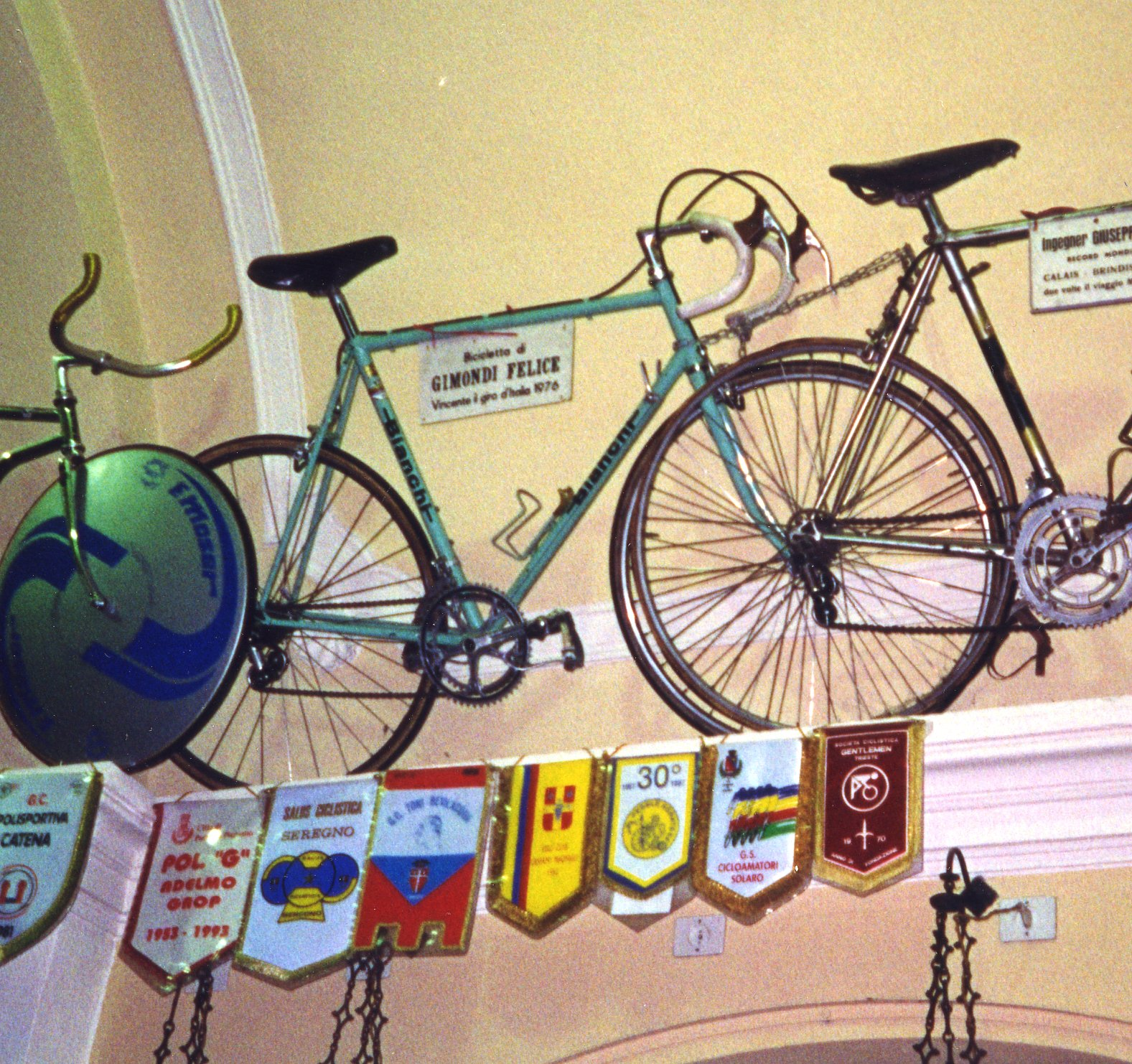
Bicicleta de Gimondi exposada al Museu

La Madonna del Ghisallo és una petita església situada a Magreglio, a la província de Como, Itàlia. Aquesta església és coneguda per tots els aficionats al ciclisme pel fet que es troba en el cim del port de Ghisallo, una ascensió que forma part del trajecte tradicional de la Volta a Llombardia i, també sovint, del Giro d'Itàlia.
La Madonna del Ghisallo és particularment venerada pels ciclistes. El 1949 el papa Pius XII la va proclamar patrona universal dels ciclistes. Una torxa beneïda pel Papa, va ser portada de Roma fins al santuari per una comitiva de la qual els dos últims rellevistes foren Gino Bartali i Fausto Coppi. Al santuari s'han dipositat nombrosos records de ciclistes cèlebres, en especial les bicicletes de Bartali, Coppi i també les d'Eddy Merckx, Felice Gimondi i Francesco Moser. També es troben diverses samarretes de corredors.
Al costat del santuari hi ha un Museu del ciclisme que fou inaugurat en presència de Fiorenzo Magni el 14 d'octubre de 2006 amb motiu del Giro de Llombardia.

## Port de Ghisallo
L'ascensió des de Bellagio, a la riba del llac Como, té 10,6 quilòmetres de llargada, en què se superen 552 metres de desnivell fins als 754 m, on es troba el coll. El pendent mitjà és del 5,2%, amb rampes màximes que arriben fins al 14%.